# Stilpnia nigrocincta
La tangara pechinegra (en Venezuela), tangara enmascarada (en Ecuador, Perú y Colombia) o tángara de pecho negro (Stilpnia nigrocincta) es una especie de ave paseriforme de la familia Thraupidae, perteneciente al  género Stilpnia, anteriormente situada en Tangara. Es nativa del norte, oeste y sur de la cuenca amazónica en Sudamérica.

## Distribución y hábitat
Se distribuye formando un inmenso C, desde el sur y este de Colombia, hacia el este por el sur y este de Venezuela, hasta Guyana y extremo norte de Brasil, hacia el sur por el este de Ecuador, este de Perú, extremo oeste de Brasil hasta el centro de Bolivia, y en la parte más al sur de la Amazonia brasileña (hasta Mato Grosso y sur de Pará).
Esta especie es considerada de poco común a localmente bastente común en sus hábitats naturales: el dosel, los bordes y clareras adyacentes, de selvas húmedas de baja altitud, hasta los 1000 m.

## Sistemática

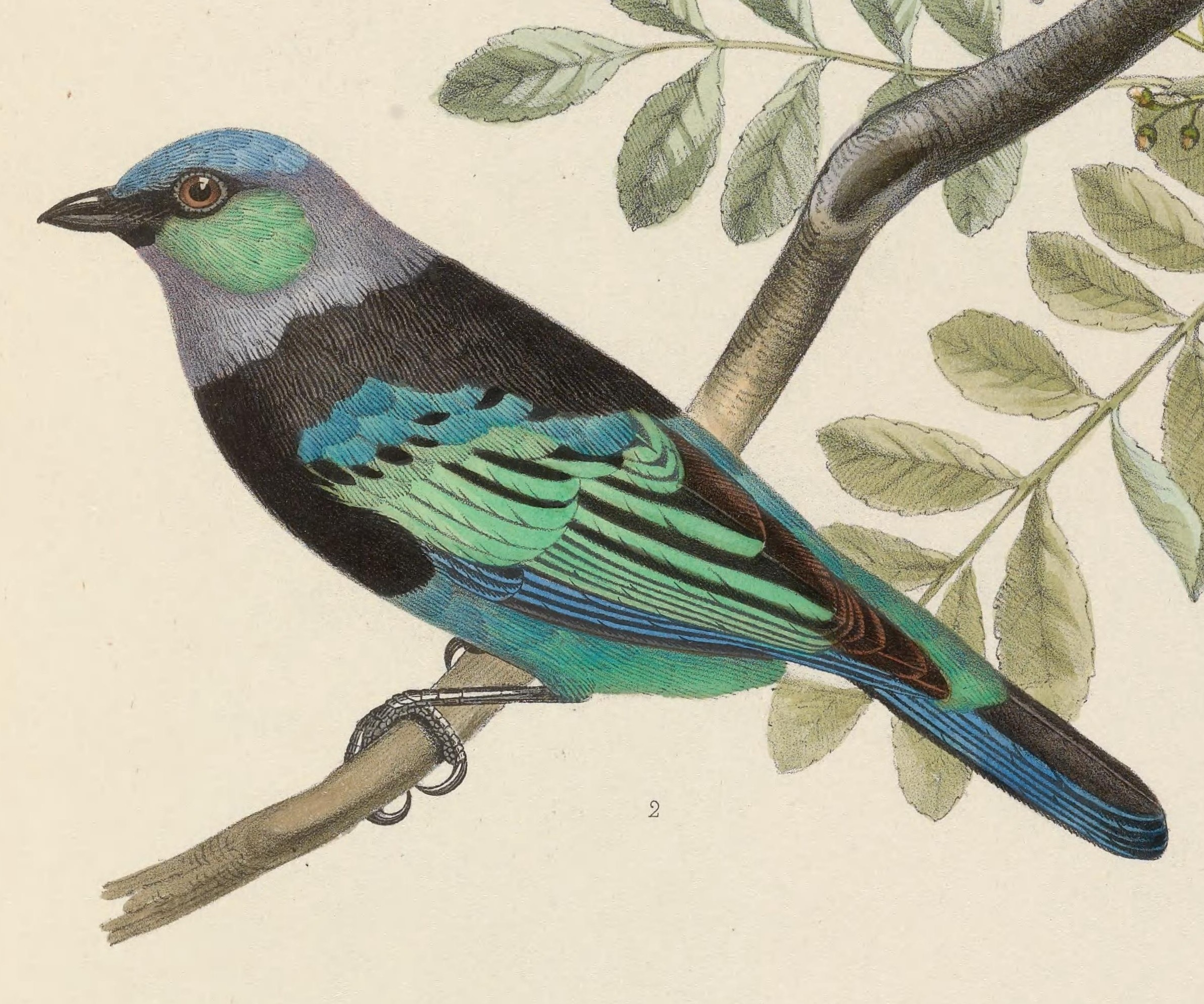
Aglaia wilsonii = Stilpnia nigrocincta, ilustración en Des Murs Iconographie ornithologique, 1849.

### Descripción original
La especie S. nigrocincta fue descrita por primera vez por el zoólogo francés Charles Lucien Bonaparte en 1838 bajo el nombre científico Aglaia nigro-cincta; su localidad tipo es incierta, se asume: «noreste de Perú».

### Etimología
El nombre genérico femenino Stilpnia deriva de la palabra del idioma griego «στιλπνή», forma femenina para el adjetivo «brillante» o «reluciente», aludiendo al brillo que presenta el plumaje de estas especies; y el nombre de la especie «nigrocincta» se compone de las palabras del latín  «niger»: negro, y «cinctus»: de banda, bandeado.

### Taxonomía
La presente especie, junto a un grupo numeroso de trece otras especies, fueron tradicionalmente incluidas en un amplio género Tangara, hasta que varias estudios genéticos de la familia Thraupidae permitieron comprobar que formaban un clado separado del aquel género por lo que se propuso su separación en un nuevo género Stilpnia.
El Comité de Clasificación de Sudamérica (SACC), en la propuesta N° 730 parte 20 reconoció el nuevo género, en lo que fue seguido por el Congreso Ornitológico Internacional (IOC) y Clements checklist/eBird v.2019. Otras clasificaciones como Aves del Mundo (HBW) y Birdlife International (BLI) optaron por mantener el género Tangara más ampliamente definido, con lo cual la presente especie conserva su nombre anterior: Tangara nigrocincta.
Los amplios estudios filogenéticos recientes demuestran que la presente especie es hermana de Stilpnia cyanicollis y el par formado por ambas es hermano de Stilpnia larvata. Es monotípica.